# 上本鄉站
上本鄉站（日语：／ Kamihongō eki */?）是位於日本千葉縣松戶市上本鄉，屬於京成電鐵松戶線的鐵路車站。車站編號是KS87。

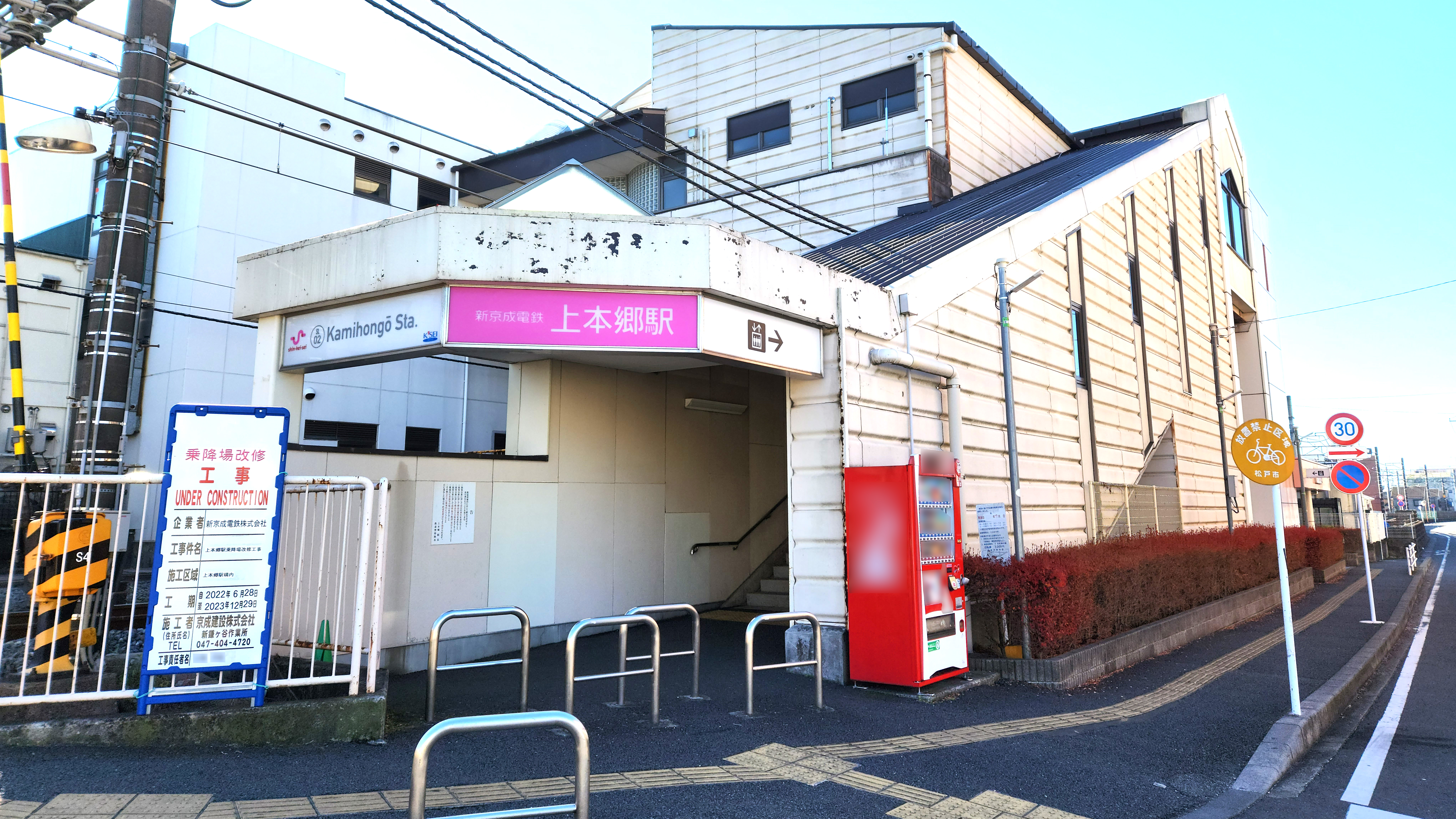
北口(2023年1月)

## 歷史
- 1955年（昭和30年）4月21日 - 車站啟用。

## 車站構造

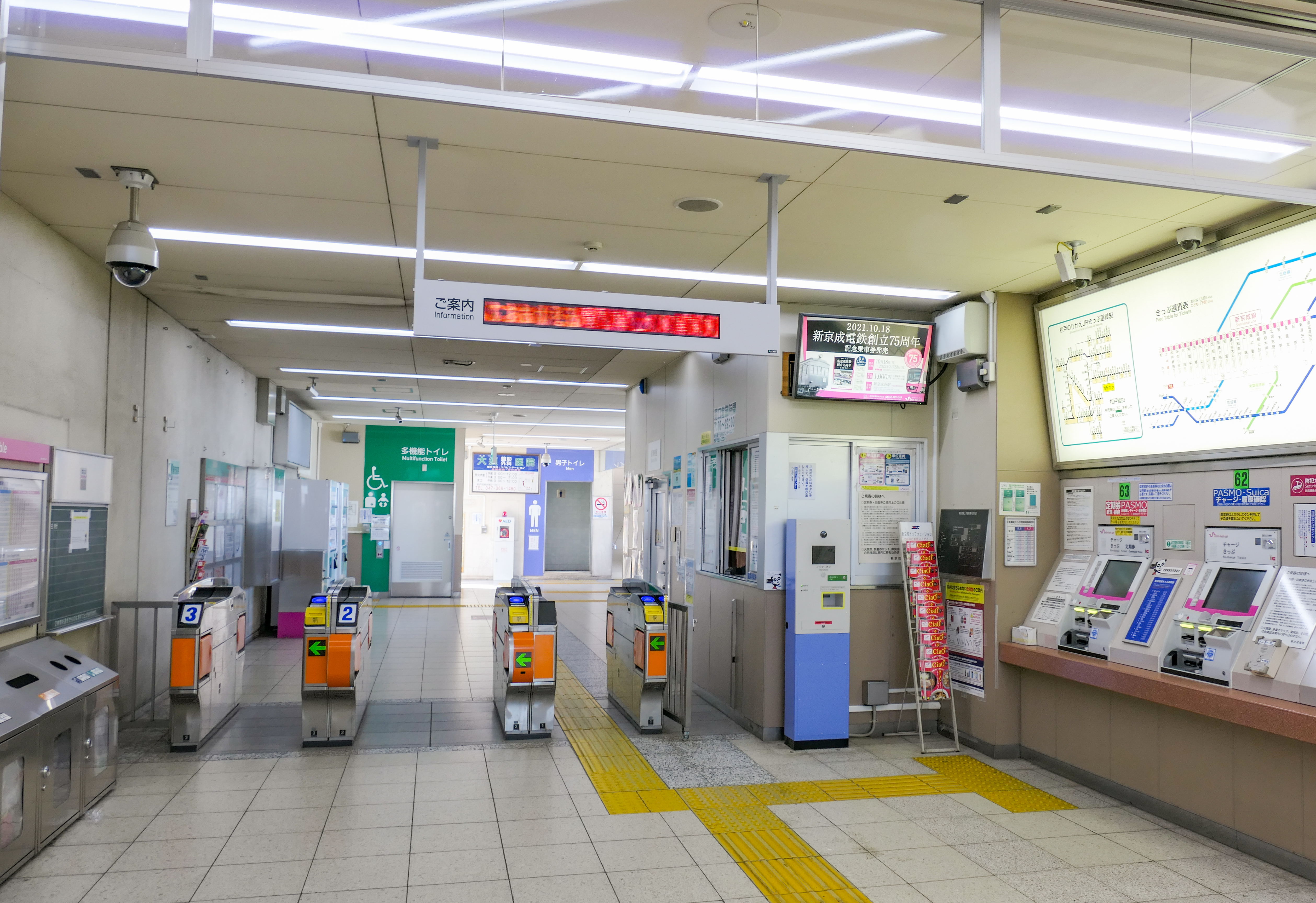
驗票口(2021年12月)

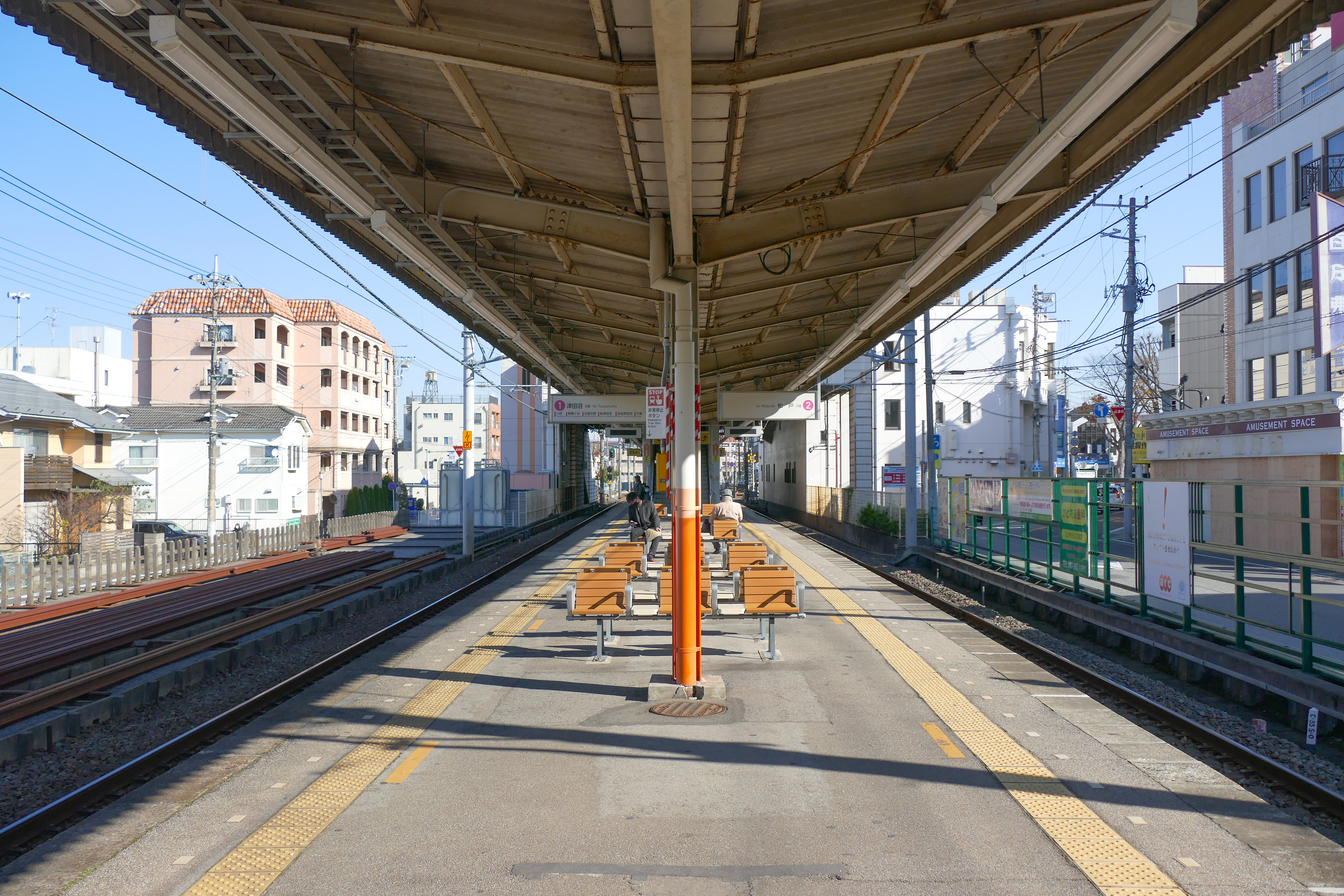
月台(2021年12月)

本站為島式月台1面2線的跨站式站房。站內曾設有平交道，後因改建成跨站式站房而廢除。車站內也曾設有「新京成鐵道模型館」，但已於2012年4月8日閉館。

### 月台配置
| 月台 | 路線   | 方向 | 目的地                                                 |
| ---- | ------ | ---- | ------------------------------------------------------ |
| 1    | 松戶線 | 下行 | 八柱、新鎌谷、北習志野、新津田沼、京成津田沼、千葉方向 |
| 2    | 松戶線 | 上行 | 松戶方向                                               |

## 使用情況
2018年平均每天上下車人次有7,181人，是新京成線（当时）內第21位。
近年一日平均上車人次如下表。
| 年度               | 一日平均 上車人次 |
| ------------------ | ----------------- |
| 2007年（平成19年） | 3,209             |
| 2008年（平成20年） | 3,267             |
| 2009年（平成21年） | 3,313             |
| 2010年（平成22年） | 3,308             |
| 2011年（平成23年） | 3,200             |
| 2012年（平成24年） | 3,381             |
| 2013年（平成25年） | 3,406             |
| 2014年（平成26年） | 3,400             |
| 2015年（平成27年） | 3,490             |
| 2016年（平成28年） | 3,556             |
| 2017年（平成29年） | 3,581             |

## 相鄰車站
京成電鐵
 松戶線
松戶（KS88）－上本鄉（KS87）－松戶新田（KS86）

## 外部連結
- 上本鄉｜電車與車站資訊｜京成電鐵